# Heteronyx cygneus
Heteronyx cygneus är en skalbaggsart som beskrevs av Blackburn 1889. Heteronyx cygneus ingår i släktet Heteronyx och familjen Melolonthidae. Inga underarter finns listade i Catalogue of Life.